# Love Is War
Love Is War es una película de comedia dramática nigeriana de 2019 dirigida por Omoni Oboli y escrita por Chinaza Onuzo. Protagonizada por Oboli, Richard Mofe-Damijo, Jide Kosoko, Akin Lewis, Bimbo Manuel, Toke Makinwa, Shaffy Bello, Femi Branch, Uzo Osimkpa, Yemi Blaq, Damilare Kuku y William Benson. Fue producida por Inkblot Productions y Dioni Visions, siendo la segunda colaboración entre las productoras después de Moms at War de 2018.

## Sinopsis
La película se centra en un matrimonio enfrentado por ganar la gobernación del estado. 

## Elenco
- Omoni Oboli como Hankuri Philips
- Richard Mofe-Damijo como Dimeji Phillips
- Jide Kosoko
- Akin Lewis
- Bimbo Manuel
- Toke Makinwa
- Shaffy Bello
- Femi Branch
- Uzo Osimkpa
- Yemi Blaq
- Damilare Kuku
- William Benson
- Genoveva Umeh

## Producción
Love Is War es una producción conjunta entre Dioni Visions de Oboli e Inkblot Productions de Onuzo. Fue escrito por Onuzo, quien anteriormente trabajó en películas como The Wedding Party, New Money, Up North y The Set Up. Explora temas como el amor, familia y ambición. Oboli anunció en Instagram que la filmación de la película comenzó en mayo de 2019 También reveló que Richard Mofe-Damijo se había unido al elenco. En una entrevista con Pulse Nigeria en septiembre de 2019, Mofe-Damijo dijo que aceptó su papel porque amaba el precedente sobre el que se establece la película. También dijo que su afiliación política en la vida real lo ayudó a interpretar mejor el papel. Además, reveló que el rodaje era tedioso debido al rodaje de escenas nocturnas. 

## Lanzamiento
Se estrenó en los cines Filmhouse en Lekki el 22 de septiembre de 2019 y en los cines de Nigeria el 27 de septiembre. Un teaser de la película fue lanzado un mes antes. Los asistentes al estreno incluyeron a Ayo Makun, Funke Akindele, Toke Makinwa, Sharon Ooja, Alex Ekubo, Inidima Okojie, Mercy Aigbe, Tope Oshin y Sophie Alakija, entre otros. 